# Krakovské povstání
Krakovské povstání (polsky powstanie krakowskie nebo rewolucja krakowska) ve dnech 20. února až 4. března 1846 bylo povstání části polských obyvatel Krakova proti rakouské nadvládě. Povstalci pocházeli především z vyšších vrstev polské společnosti, zatímco polští nevolníci se většinou připojili na stranu Rakušanů. Kromě národních požadavků usilovali povstalci i o reformy inspirované francouzskou revolucí, zejména o zrušení nevolnictví a zavedení všeobecného volebního práva.
V čele povstání stála takzvaná Národní vláda republiky Polské (Rząd Narodowy Rzeczypospolitej Polskiej), jejímž hlavním představitelem byl Jan Tyssowski. Z dalších polských vůdců se proslavil levicový literát Edward Dembowski, který během bojů padl. Rakouská vojska vedl Ludwig von Benedek. Rozhodující bitva proběhla 26. února u vesnice Gdów a povstalci v ní byli rychle rozprášeni. 3. března obsadili Krakov Rusové a o den později Rakušané, čímž povstání skončilo.
Po potlačení krakovského povstání vypukla ještě selská vzpoura proti statkářům, zvaná haličská řež (Rzeź galicyjska nebo Rabacja galicyjska), při níž vzbouřenci zabili asi 1000 šlechticů a zničili kolem 500 panských domů. Útoky haličských sedláků na příslušníky polské szlachty podněcovaly rakouské úřady, které se tak chtěly zbavit polských elit bojujících za nezávislost na Rakousku. 
Státoprávním důsledkem povstání bylo 16. listopadu 1846 podepsání smlouvy mezi Ruskem a Rakouskem, jíž se rušil status Krakova jako svobodného města a krakovský region byl připojen k Habsburky ovládanému Království haličsko-vladiměřskému. Šlo ovšem o vážné porušení dohod Vídeňského kongresu z roku 1815, což vyvolalo v evropské politice napětí. Habsburkové na anektovaném území vytvořili Velkovévodství Krakovské, jež přetrvalo až do rozpadu monarchie v roce 1918.